# Marge brute standard
 (février 2023).
La marge brute standard (MBS) est un indicateur utilisé depuis [Quand ?] par l'Union européenne pour déterminer la rentabilité des exploitations agricoles des différents pays. Elle permet ainsi d'établir une hiérarchie des pays de la zone tout en mettant en évidence les types d'exploitations qui existent selon les pays et les régions de l'UE. Elle est exprimée en unités de dimension européennes (UDE). Chaque région et chaque type d'exploitation agricole (élevages comme plantations) se voient attribuer une MBS, qui est révisée tous les deux ans.
La marge brute standard par hectare ou unité de bétail se définit comme « La valeur de la production par hectare ou tête de bétail moins les coûts de facteurs de production variables ». Les pays qui possèdent la MBS la plus élevée sont l'Allemagne et les Pays-Bas, tandis que la Grèce, le Portugal, la Bulgarie et la Roumanie sont en queue de peloton. Ainsi, les Pays-Bas possèdent l'agriculture la plus intensive avec une MBS de 102 000 euros en moyenne soit environ 4 500 euros par hectare. En revanche, les pays d'Europe centrale et orientale et les pays méditerranéens possèdent des concentrations moindres : en Grèce, la taille moyenne d'une exploitation est de l'ordre de 4,8 ha contre 19 en moyenne dans l'UE à 15.